# Marian Curyło
Marian Curyło (ur. 10 maja 1956 w Dąbrowie Tarnowskiej) – polski polityk, poseł na Sejm IV kadencji.

## Życiorys

### Wykształcenie i praca zawodowa
W 1975 ukończył Zasadniczą Szkołę Zawodową w Dąbrowie Tarnowskiej. Pracował jako doradca zarządu ds. ekonomicznych w zakładach przetwórstwa spożywczego PPHU MŁYNPOL w Gorzkowie. W 2010 wszedł w skład rady nadzorczej Okręgowej Spółdzielni Mleczarskiej w Szczurowej.

### Działalność polityczna
W 1999 wstąpił do partii Przymierze Samoobrona (działającej od 2000 pod nazwą Samoobrona Rzeczpospolitej Polskiej). Objął funkcję wiceprzewodniczącego jej struktur w województwie małopolskim. W wyborach parlamentarnych w 2001 z listy tej partii uzyskał mandat poselski w okręgu tarnowskim liczbą 7625 głosów. Zasiadał w Komisji Rolnictwa i Rozwoju Wsi oraz Komisji Mniejszości Narodowych i Etnicznych.
W 2005 nie ubiegał się o reelekcję. Oskarżył wówczas władze partii m.in. o handel miejscami na listach wyborczych. Następnie wystąpił z Samoobrony RP. W 2006 współtworzył nowe ugrupowanie pod nazwą Samoobrona Ruch Społeczny. W tym samym roku bez powodzenia kandydował do rady gminy Borzęcin z ramienia komitetu „Nasza Praworządna Gmina”.
W 2007 przez kilka miesięcy pełnił funkcję przewodniczącego tarnowskich struktur Samoobrony Odrodzenie. W 2010 przystąpił do Partii Regionów, gdzie objął funkcję szefa ugrupowania w regionie świętokrzyskim oraz członka Krajowego Komitetu Wykonawczego. Został także pełnomocnikiem wojewódzkim Związku Zawodowego Rolnictwa i Obszarów Wiejskich „Regiony”.
W wyborach parlamentarnych w 2011 bez powodzenia kandydował do Sejmu z listy Sojuszu Lewicy Demokratycznej w okręgu kieleckim, otrzymując 102 głosy (w ramach porozumienia SLD i Partii Regionów). W 2015 zasiadł w radzie krajowej nowo powołanej partii Zmiana.

## Życie prywatne
Jest żonaty, ma jedno dziecko.